# Маскун рурална област
Маскун рурална област (персијски:دهستان مسكون) је рурална област у Џебалбарез области, у Џироф општини, Керман провинције, у Ирану. На попису 2006. године, популација овог места је била 3,290, у 773 породице. Рурална област има 68 села.